# Ригамонти, Марио
Марио Ригамонти (итал. Mario Rigamonti, 17 декабря 1922, Брешия 4 мая 1949, Суперга) — итальянский футболист, полузащитник.
Прежде всего известен выступлениями за клуб «Торино», а также национальную сборную Италии. Вместе с партнерами по туринской команде погиб в авиационной катастрофе на горе Суперга 4 мая 1949 года.
Четырёхкратный чемпион Италии.

## Клубная карьера
Родился 17 декабря 1922 года в городе Брешиа. Воспитанник юношеских команд футбольных клубов «Брешиа» и «Торино».
Во взрослом футболе дебютировал в 1944 году выступлениями на условиях аренды за команду «Брешия», в которой провел 13 матчей чемпионата.
В течение 1945 года, также как арендованный игрок, защищал цвета команды клуба «Лекко».
В том же 1945 году присоединился к главной команде клуба «Торино», за который сыграл 4 сезона. Большинство времени, проведенного в составе «Торино», был основным игроком команды. За это время четырежды завоевывал титул чемпиона Италии.
Свой последний, четвёртый, титул чемпиона Италии в сезоне 1948-49 Ригамонти получил уже посмертно — 4 мая 1949 года команда погибла в авиакатастрофе на горе Суперга близ Турина. До конца первенства оставалось 4 тура, «Торино» возглавлял турнирную таблицу, и все погибшие игроки клуба посмертно получили чемпионский титул после того, как игроки молодёжной команды клуба, что доигрывали сезон в Серии A, выиграли во всех четырёх последних матчах первенства. Их соперники («Дженоа», «Палермо», «Сампдория» и «Фиорентина») в этих матчах из уважения к погибшим чемпионов также выставляли на поле молодёжные составы своих клубов.

## Карьера в сборной
В 1947 году дебютировал в официальных матчах в составе национальной сборной Италии. В течение карьеры в национальной команде, которая продлилась 3 года, провел в форме главной команды страны 3 матча.

## Титулы и достижения
- Чемпион Италии (4): 1946, 1947, 1948, 1949

## Память
В 1959 году в городе Брешиа был построен стадион названный именем футболиста — «Марио Ригамонти».